# Estación de Valdecarros

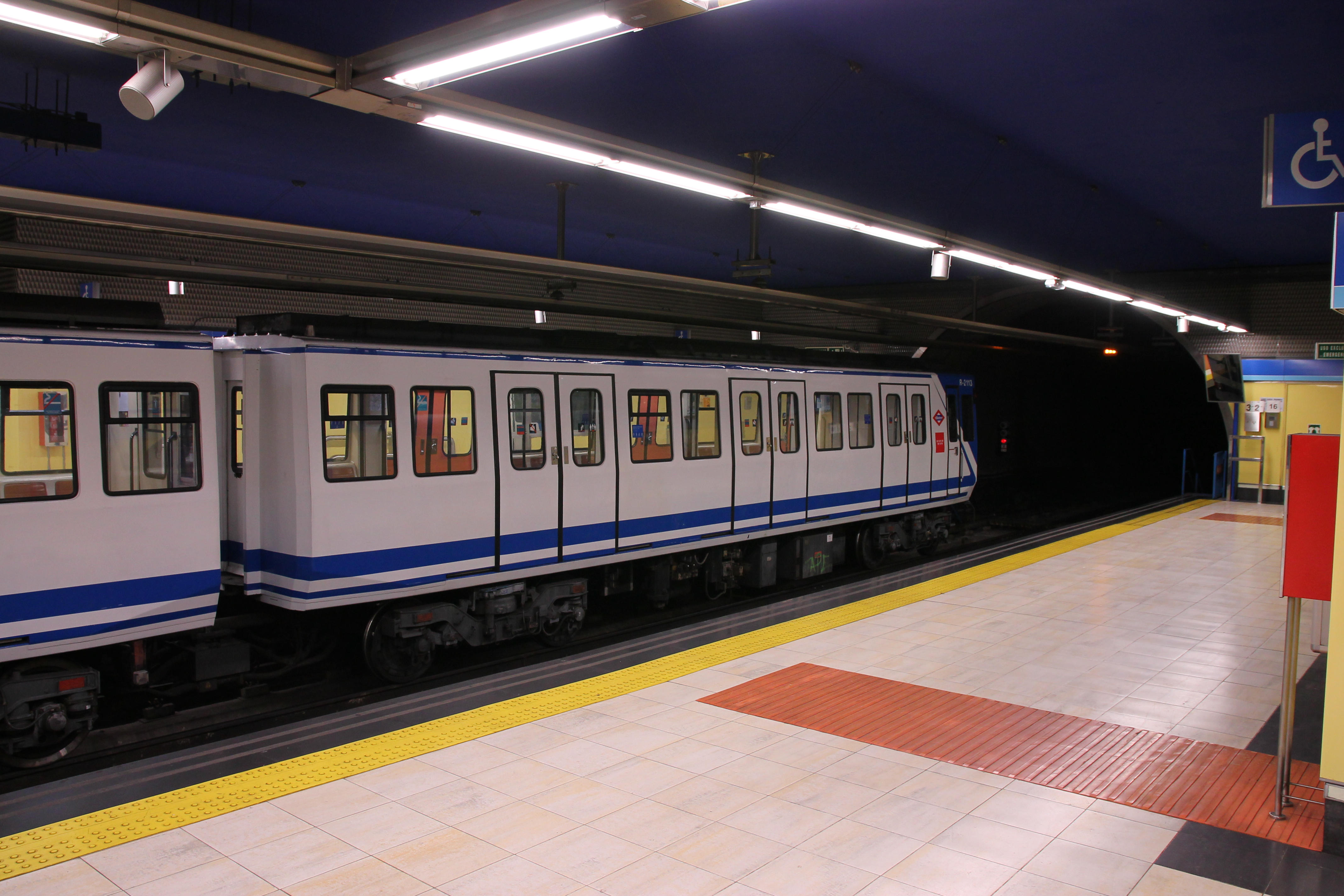
Andén de la estación

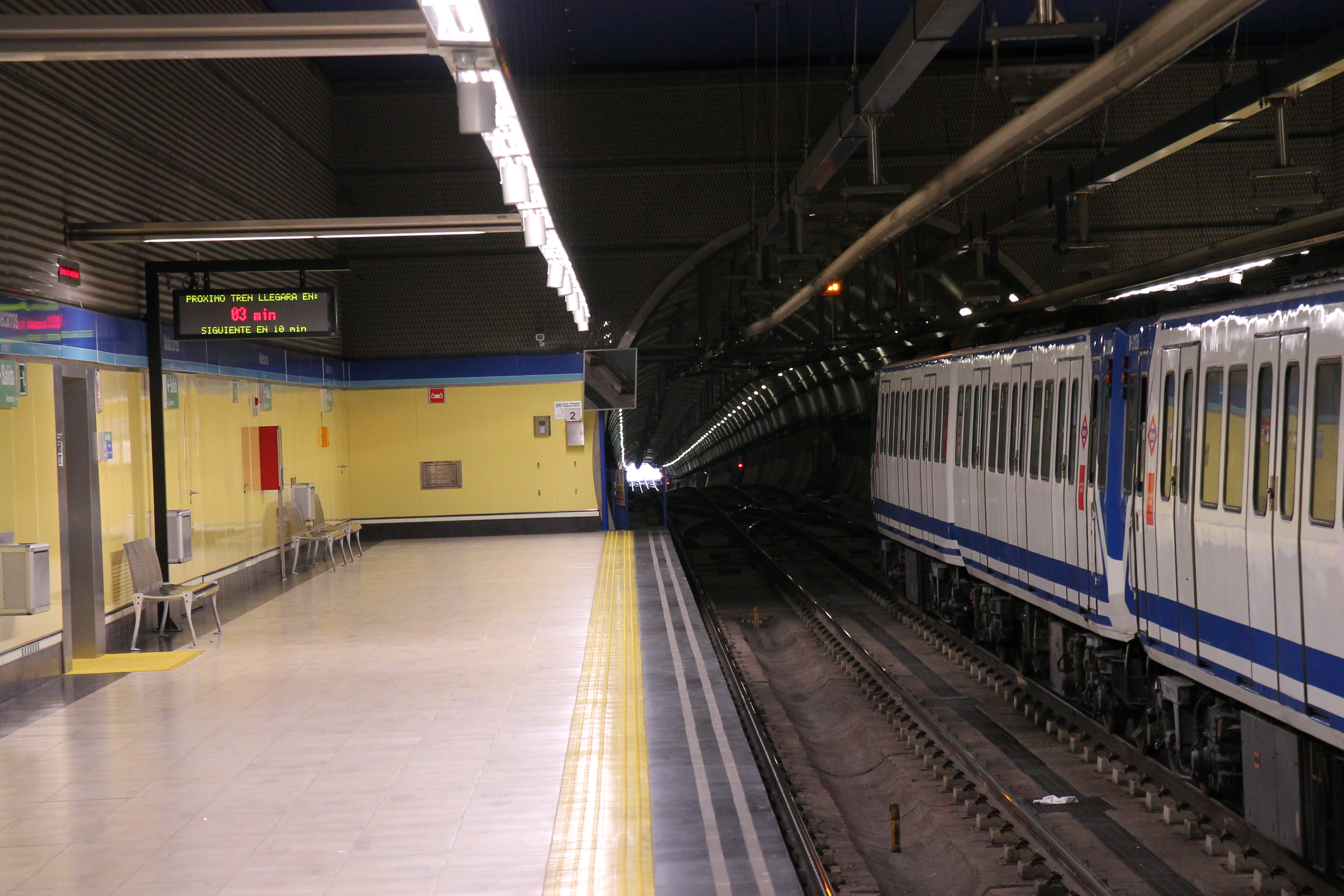
Andén de la estación

Valdecarros es una estación de la línea 1 del Metro de Madrid (España), situada bajo la intersección de la avenida del Ensanche de Vallecas y la Gran Vía del Sureste. Es la estación de cabecera de la línea 1 por el sur de la ciudad.

## Historia
La estación fue inaugurada el 16 de mayo de 2007. Hasta otoño de ese mismo año y debido a la poca densidad de vecinos en el barrio solo llegaban a la estación 1 de cada 3 trenes. La estación toma su nombre del futuro desarrollo urbanístico de Valdecarros Madrid, aunque está situada en el Ensanche de Vallecas y no en este último.
Desde el 24 de junio de 2023, y hasta el 14 de octubre, el tramo Nueva Numancia-Valdecarros permaneció cortado por obras. En su lugar se ha establecido un servicio sustitutivo de autobús.

## Accesos
Vestíbulo Valdecarros
- Avda. Ensanche de Vallecas Avda. Ensanche de Vallecas, 120A (esquina Avda. Gran Vía del Sureste)
- Ascensor Avda. Ensanche de Vallecas, 120A  (esquina Avda. Gran Vía del Sureste)

## Líneas y conexiones

### Metro
| << cabecera        | < estación  | línea | estación> | cabecera>> |
| ------------------ | ----------- | ----- | --------- | ---------- |
| Pinar de Chamartín | Las Suertes |       | Terminal  | Terminal   |

### Autobuses

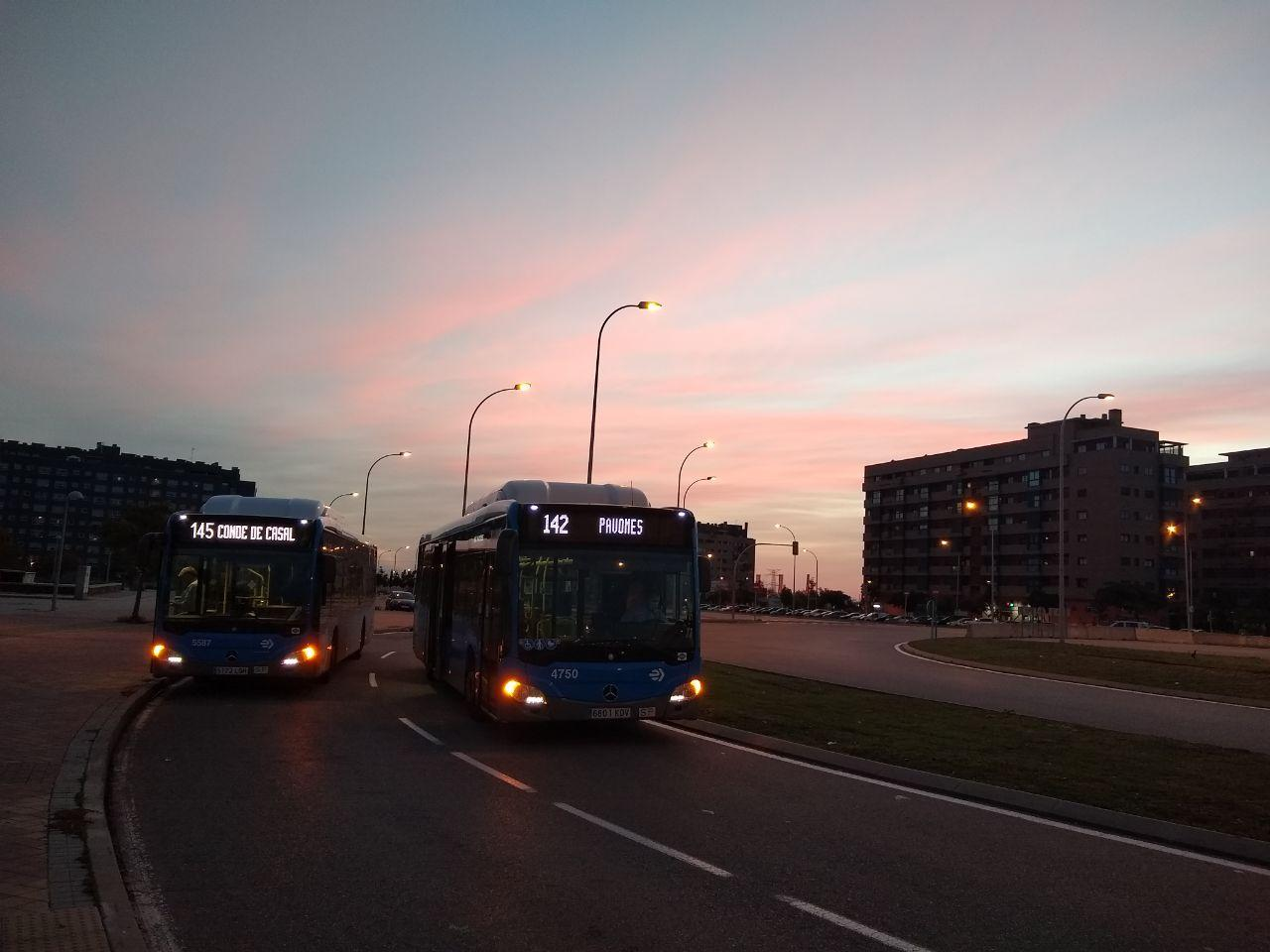
Autobuses que tienen la cabecera junto a la estación

| Diurnos   |                |                           |
| Línea     | Destino        | Parada                    |
| 142       | Pavones        | 3935 ENSANCHE DE VALLECAS |
| 145       | Conde de Casal | 3935 ENSANCHE DE VALLECAS |
| Nocturnos |                |                           |
| Línea     | Destino        | Parada                    |
| N9        | Cibeles        | 3965 ENSANCHE DE VALLECAS |